# Steven P. Lab
Steven P. Lab (* 1955 in Ohio) ist ein US-amerikanischer Kriminologe, der an der Bowling Green State University (BGSU) forscht und lehrt. 2003/04 amtierte er als Präsident der Academy of Criminal Justice Sciences (ACJS).

## Werdegang und Wirken
Lab machte an der Florida State University ein Bachelor-Examen im Fach Soziologie. An derselben Hochschule folgten 1980 der Master-Abschluss und 1982 die Promotion. Seine erste akademische Anstellung war die eines Assistant Professor an der University of North Carolina at Charlotte, wo er bis 1985 tätig war. Ebenfalls als Assistant Professor war er bis 1987 an der University of Alabama at Birmingham angestellt. Danach kehrte er nach Ohio zurück und wirkte an der Bowling Green State University. 1990 wurde er dort zum Associate Professor befördert und 1996 zum Full Professor. 1998 war er für ein Jahr Gastprofessor an der britischen Keele University. 2007 war er erneut Gastprofessor, diesmal am University College London.
Lab war Herausgeber des Journal of Crime and Justice und ist regelmäßiger Berater des National Institute of Justice in Forschungs- und Finanzierungsfragen in den Bereichen Verbrechensverhütung, bürgernahe Polizeiarbeit, Schulkriminalität und Bandenkriminalität.